# Magica
Magica — румунський симфо-павер-метал-гурт, що був утворений гітаристом гурту Interitus Dei — Богданом Костею в лютому 2002 року. У 2002 році вийшов дебютний альбом «The Scroll of Stone». У 2006 році гурт виступав на європейських турне гуртів After Forever та Nightmare, Apocalyptica та Leaves' Eyes. З 2007 року гурт почав видаватися під лейблом AFM Records.

## Склад
Теперішній колектив
- Ана Младіновіч — вокал (2002 — дотепер)
- Богдан "Бет" Костеа — електрогітара (2002 — дотепер)
- Крістіан "Барон" Попеску — бас-гітара (2016 — дотепер)
- Тео Скріосштану — ударні (2016 — дотепер)
- Раду Міхай — клавіші (2016 — дотепер)

Колишні учасники
- Віорел Райлану — клавіші (2002)
- Адріан Міхай — ударні (2002–2003)
- Валентин "ІнгерАльб" Зечіу — бас-гітара (2002–2008)
- Крісті "Бівіс" Барла — ударні (2003–2008)
- Sixfingers — клавіші (2003–2010)
- Сорін Влад — бас-гітара (2008–2010)
- Херман "Хертц" Хайдель — ударні (2008–2011)
- Богдан Авріджан — бас-гітара (2010–2011)
- Себастіан Натас — ударні (2011–2013)
- Александру Войку — електрогітара (2006)
- Еміліан Бурча — електрогітара (2007–2008, 2010–2012)
- Тібі Дуту — бас-гітара (2011–2012)

## Дискографія
Студійні альбоми
- The Scroll of Stone  (2002)
- Lightseeker  (2004)
- Hereafter  (2007)
- Wolves and Witches  (2008)
- Dark Diary  (2010)
- Center of the Great Unknown  (2012)[2]